# Colombia de Guadalupe
Colombia de Guadalupe es una localidad del estado mexicano de Guerrero. Es parte del municipio de Malinaltepec.

## Demografía
| Gráfica de evolución demográfica |
|                                  |

| Censo | Población |
| ----- | --------- |
| 1900  | 223       |
| 1910  | 244       |
| 1921  | 403       |
| 1930  | 471       |
| 1940  | 541       |
| 1950  | 685       |
| 1960  | 938       |
| 1970  | 722       |
| 1980  | 979       |
| 1990  | 726       |
| 2000  | 947       |
| 2010  | 1 161     |
| 2020  | 1 165     |